# Arlen Escarpeta
Arlen Escarpeta (nascido Arlen Escarpeta Alexander em 9 de abril de 1981) é um ator de cinema belizenho. Ele é conhecido por papéis como Lawrence em Sexta-Feira 13 de 2009, Mike em Brotherhood, de 2010, e Nathan Gregory em Final Destination 5, de 2011.